# Kurt Holke

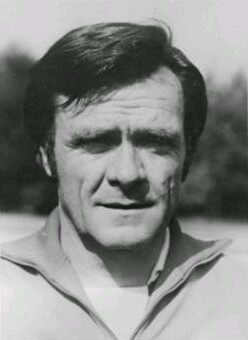
Kurt Holke 1974

Kurt Holke (* 11. September 1922 in Magdeburg) ist ein ehemaliger deutscher Fußballspieler und Trainer. 

## Sportliche Laufbahn
Als Linksaußen und Mittelstürmer gehörte er zu den bekanntesten Spielern der Vorgängergemeinschaften des 1. FC Magdeburg, zuletzt der BSG Motor Mitte Magdeburg. 
Nach dem Ende seiner aktiven Laufbahn 1954 blieb der gelernte Maschinenschlosser der BSG und dem später daraus entstanden SC Aufbau Magdeburg als Mitglied des Trainerstabes treu. Bis 1962 arbeitete er als Assistenztrainer, danach war er für den Nachwuchsbereich verantwortlich, wo er neben anderen die späteren Nationalspieler Manfred Zapf, Jürgen Sparwasser, Jürgen Pommerenke und Wolfgang Seguin ausbildete. Die Juniorenmannschaft des SC Aufbau führte er dreimal zur DDR-Meisterschaft. Am 1. Juni 1969 übernahm Holke das Amt des Cheftrainers beim Oberligaabsteiger 1. FC Lokomotive Leipzig. Nach dem 1. Platz in der  Südstaffel der DDR-Liga und dem sofortigen Wiederaufstieg in die DDR-Oberliga erreichte er mit Lok in der Saison 1970/71 den zehnten Tabellenplatz. Anschließend wurde er beim DDR-Fussballverband (DFV) Trainer der U-23-Nationalmannschaft. 1974 nahm er als Co-Trainer der DDR-Auswahl an der Weltmeisterschaftsendrunde teil. 1976 ging er als Cheftrainer zurück zum 1. FC Magdeburg. Die Funktion bekleidete er bis 1983.